# Wica
『Wica』（ウィカ） は、EPOの13枚目のスタジオ・アルバム。1992年9月16日に発売された。発売元はTM FACTORY / 東芝EMI。

## 概要・背景
Wica：心に宿る力を、新しい形として蘇らせる才気
ロンドンでの活動を終え再び日本へ戻ってきたEPOが、東芝EMIに移籍して発表したアルバム。先行シングル「百年の孤独」「ねえ、こんなこと考えたことある」とそのカップリング曲を収録。全曲の作詞作曲をEPO自身が手掛けているほか、全ての編曲にも携わっている。内容はこれまで以上に人の内面や精神面を歌った曲が増え、その後の音楽性を決定づける作品となった。ラストに収録されている「見知らぬ手と手」は、後にシングル「ある朝、風に吹かれて」のカップリングとしてリカットされた。
2022年10月26日には、ユニバーサルミュージック ″CITY POP Selections″ シリーズの1枚として再発売された。
EPOは本作について、「生き方と歌が離れないように、等身大の歌を作っていこうと、心に決めた頃に作った作品。プライベートライブを始めたのもこの頃で、作品作りの転機となったアルバム。 「百年の孤独」は私にとってとても大切な作品。」 とコメントを残している。

### 批評
音楽情報サイトCDジャーナルのページでは、「これは久々にクセになるアルバムです。さらっと聴き流せてしまうアルバムが多い中、こんなにも魂の中に入り込んでしまう歌って珍しい。途中遠い世界を旅してるような気持ちも味わえる。」と評されている。

## 収録曲
| 全作詞・作曲: EPO。 |                                    |           |            |               |      |
| #                   | タイトル                           | 作詞      | 作曲・編曲 | 編曲          | 時間 |
| 1.                  | 「花」                             | EPO       | EPO        | EPO・菅原弘明 | 3:20 |
| 2.                  | 「枕の港」                         | EPO       | EPO        | EPO           | 6:11 |
| 3.                  | 「汽車」                           | EPO       | EPO        | EPO・門倉聡   | 4:19 |
| 4.                  | 「ジェラシーと呼ばないで」         | EPO       | EPO        | EPO・門倉聡   | 5:43 |
| 5.                  | 「好きになった理由」               | EPO       | EPO        | EPO           | 5:20 |
| 6.                  | 「Wica」                           | EPO       | EPO        | EPO・菅原弘明 | 4:40 |
| 7.                  | 「道」                             | EPO       | EPO        | EPO           | 1:36 |
| 8.                  | 「百年の孤独」                     | EPO       | EPO        | EPO・山内薫   | 6:30 |
| 9.                  | 「ねえ、こんなこと考えたことある」 | EPO       | EPO        | EPO・門倉聡   | 4:49 |
| 10.                 | 「泣きたくなったらおしえてね」     | EPO       | EPO        | EPO           | 3:02 |
| 11.                 | 「私の気持ちが何故わかる?」        | EPO       | EPO        | EPO           | 4:19 |
| 12.                 | 「見知らぬ手と手」                 | EPO       | EPO        | EPO           | 5:03 |
| 合計時間:           | 合計時間:                          | 合計時間: | 54:52      |               |      |

## 発売履歴
| 発売日         | レーベル           | 規格 | 規格品番   | 備考   |
| -------------- | ------------------ | ---- | ---------- | ------ |
| 1992年9月16日  | TM FACTORY/東芝EMI | CD   | TOCT-6679  |        |
| 2022年10月26日 | Universal Music    | CD   | UPCY-90134 | 再発盤 |

## シングル

### 概要
表題曲「百年の孤独」は、読売テレビ・日本テレビ系列の情報番組「ワンダーゾーン」のエンディングテーマとして使用された。

### 収録曲
| 全作詞・作曲: EPO。 |                              |           |            |             |      |
| #                   | タイトル                     | 作詞      | 作曲・編曲 | 編曲        | 時間 |
| 1.                  | 「百年の孤独」               | EPO       | EPO        | EPO・山内薫 | 6:30 |
| 2.                  | 「枕の港」                   | EPO       | EPO        | EPO         | 6:11 |
| 3.                  | 「百年の孤独」(instrumental) | EPO       | EPO        |             | 6:30 |
| 合計時間:           | 合計時間:                    | 合計時間: | 19:11      |             |      |

### 概要
アルバム『Wica』からの先行シングル。表題曲「ねぇ、こんなこと考えたことある」は、日本テレビ系列のアニメーション番組『ヨーヨーの猫つまみ』のテーマ曲として使用された。

### 収録曲
| 全作詞・作曲: EPO。 |                                           |           |            |             |      |
| #                   | タイトル                                  | 作詞      | 作曲・編曲 | 編曲        | 時間 |
| 1.                  | 「ねぇ、こんなこと考えたことある」        | EPO       | EPO        | EPO・門倉聡 | 4:49 |
| 2.                  | 「私の気持ちが何故わかる?」               | EPO       | EPO        | EPO         | 4:22 |
| 3.                  | 「私の気持ちが何故わかる?」(instrumental) | EPO       | EPO        |             | 4:22 |
| 合計時間:           | 合計時間:                                 | 合計時間: | 13:33      |             |      |

## 関連商品
2013年12月11日には、ユニバーサルミュージックの廉価盤企画 ”2 for 1シリーズ” の一枚として、『Wica』と1994年のアルバム『VOICE OF OOPARTS』の2枚をワンセットにした『Wica+VOICE OF OOPARTS』が発売された。

## 参考資料
- interview EPO –  CDJournal
- EPOってどんな人？ –  My Favorite Female Singers